# Детская изобразительная игра
Детская изобразительная игра — вид игры, в которой ребёнок воссоздаёт реальную ситуацию, действует в мнимой ситуации.

## Механизм (причины) возникновения в онтогенезе
Изобразительные игры организуют в основном дети, взрослые делают это значительно реже. Почему так происходит? Что побуждает детей играть? Почему изобразительная игра появляется в индивидуальном развитии человека, и почему исчезает, когда человек становится старше? Существуют различные теории игры, которые по-разному объясняют этот механизм.

### Особенности организма

#### Г. Спенсер
Теория избытка сил: избыточная энергия, которая не может быть использована для удовлетворения нужд, находит выход в игре. Теория Спенсера более подробно описана в разделе «Возникновение в филогенезе/историческом развитии».

#### Ф. Бойтендайк
По мнению Бойтендайка, ребёнку присущи специфические особенности динамики поведения, не характерные для взрослых: ненаправленность движений, двигательная импульсивность, патическое (аффективное, а не познавательное) и боязливое отношение к действительности. Именно наличие этих особенностей приводит ребёнка к игре.

### Инстинкт игры

#### У. Штерн
У ребёнка есть врожденный инстинкт игры, он и побуждает его играть. Свое суждение Штерн обосновывает тем, что игры детей, живущих в самых разных условиях, детей разных эпох и разных культур, имеют сходные черты. Сюжеты различаются, их ребёнок черпает из окружающих его условий жизни, однако суть игры, её биологическая природа, по мнению Штерна, всегда неизменна.

### Изменение структуры поведения

#### К. Коффка
Поведение взрослых состоит из взаимосвязанных и протяжённых во времени структур. Однако у детей первоначально присутствуют лишь отдельные, никак не связанные и непродолжительные комплексы действий. Процесс развития поэтому представляет собой постепенное возникновение всё более протяжённых во времени и взаимосвязанных структур поведения посредством вытеснения взрослыми структурами изначальных детских структур. (Эльконин, с. 133—135) Игра является промежуточным звеном в развитии: игровые действия взаимосвязаны, игра может продолжаться дольше, чем первоначальные разрозненные действия, однако между отдельными играми нет никакой связи: «ребёнок может быть сегодня угольщиком, завтра — солдатом, он может носиться с куском дерева и тотчас после этого бросить его в огонь».

### Реализация потребностей, которые невозможно удовлетворить в реальных условиях

#### З. Фрейд
Игра направлена на получение удовольствия. Общество накладывает запреты на реализацию врожденных влечений ребёнка, поэтому он вынужден искать обходные пути для их удовлетворения. Доступным ребёнку способом является игра: игровая ситуация символизирует травмирующую ситуацию, что позволяет ему удовлетворить влечение. Не имеет значения, какие именно предметы/роли ребёнок использует в игре, если они символизируют травмирующую ситуацию. Сторонники психоанализа используют игру для игровой терапии: специально инициируют игру прямо во время сеанса, а затем по характеру символизации строят предположения о скрытых переживаниях ребёнка.

#### Ж. Пиаже
Первоначально мышление ребёнка аутистическое, он ассимилирует окружающий мир в соответствии с законами этого мышления. В результате ребёнок существует в особом мире, где господствует стремление к удовольствию, немедленному удовлетворению всех желаний. Однако под давлением общества, взрослых, происходит постепенное вытеснение аутистического мира. Для ребёнка существуют два мира: навязываемый взрослыми мир реальности, где существуют жесткие правила и непосредственное удовлетворение желаний невозможно, и противоположный ему мир игры — остатки первоначального аутистического мира. Игра является особым миром: в нем ребёнок может удовлетворить те желания, которые он не может удовлетворить в реальном мире. Однако, в конце концов, давление мира реальности вытесняет и эти остатки аутистического мира, мир игры исчезает. Таким образом, для Пиаже игра является проявлением мира врождённых желаний, которое суровая действительность ещё не успела вытеснить.

#### К. Левин
Психическая среда состоит из слоёв. Слои различаются по степени реальности: есть слои более реальные (не зависящие от желаний субъекта), есть более ирреальные (надежды и мечтания). Если в реальности возникает слишком сильное напряжение из-за невозможности реализовать потребность, возможен переход в ирреальные слои (механизм замещения), например в игру. Игра является более ирреальным слоем, хотя включает реальные действия. В ирреальных слоях возможно лишь частичное удовлетворение потребности.

#### Л. С. Выготский
С точки зрения Выготского, как и других представителей отечественной традиции, игра является ведущей деятельностью в дошкольном возрасте. Игра возникает в начале дошкольного возраста. Дошкольник пока ещё не способен откладывать реализацию своего желания, он стремится удовлетворить его немедленно. При этом у него уже появляются такие желания, которые в реальной жизни реализовать немедленно невозможно. Например, маленькая девочка хотела бы стать мамой, но пока она в силу возраста не может этого сделать. Игра в дочки-матери позволяет ей в какой-то мере осуществить её желание. Таким образом, по словам Л. С. Выготского, «игра — это воображаемая реализация нереализуемых желаний». Несмотря на сходство с теориями Фрейда, Пиаже и Левина, теория Выготского имеет существенные отличия. Пиаже и Фрейд были согласны в том, что игра — это лишь остатки изначального аутистического мира ребёнка, которые общество стремится вытеснить; игра не имеет важного значения для дальнейшего развития, от нее наоборот нужно как можно скорее избавиться. Выготский же считал, что в игра напротив создает зону ближайшего развития для ребёнка, именно в игре формируются важнейшие новообразования дошкольного возраста.

### Стремление действовать как взрослый

#### Д. Б. Эльконин
В игре, принимая на себя роль, ребёнок воссоздает отношения и деятельность взрослых, взрослый является предметом игровой деятельности ребёнка. Исходя из этого положения, Эльконин предполагает, что главным мотивом, побуждающим ребёнка к игре, является стремление «действовать как взрослый». (Эльконин, 174)
Механизм возникновения игры в онтогенезе вытекает из общей теории психического развития ребёнка, предложенной Д. Б. Элькониным. Эльконин выделяет в развитии две линии: аффективно-потребностную и операционально-техническую. В младенчестве преимущественно развивается аффективно-потребностная сфера, затем в раннем возрасте — операционально-техническая, потом в дошкольном на первый план снова выходит аффективно-потребностная, и так далее. Происходит чередование: более интенсивно развивается то одна, но другая линия развития. Ведущая линия определяет и то, какой будет ведущая деятельность на данном возрастном этапе. Сюжетно-ролевая игра является ведущей деятельностью в дошкольном возрасте. На предшествующем ему этапе интенсивно развилось умение ребёнка манипулировать с предметами и опереационально-техническая сторона деятельности опережает аффективно-потребностную. В дошкольном возрасте аффективно-потребностная сторона снова становится преобладающей. Сюжетно-ролевая игра помогает ребёнку освоиться в многообразии мотивов деятельности взрослых. Принимая на себя роль матери, роль пожарного, роль продавца в разных играх, ребёнок знакомится с мотивами которые движут взрослыми матерью, пожарным, продавцом. В результате у ребёнка формируется новый мотив — стремление стать взрослым.

## Возникновение в филогенезе/историческом развитии

### Биологическая природа: теория Г. Спенсера
Г. Спенсер предложил так называемую «теорию избытка сил». Согласно этой теории, у низших видов животных вся имеющаяся энергия затрачивается на удовлетворение базовых нужд: добывание пищи, защиту от врагов и др. У более высокоразвитых животных, удовлетворяющих свои нужды более эффективно, остаётся избыточная, лишняя энергия. Так как эта энергия не может быть использована для удовлетворения нужд, она находит выход в бесполезной, с точки зрения Спенсера, активности — игре. Спенсер никак не разделяет «игру» животных и человеческую игру, природа игры, по его мнению, исключительно биологическая. Таким образом, согласно теории Спенсера, игра не имеет существенного значения для развития.

### Социальная природа: теория Д. Б. Эльконина
По мнению Эльконина, ролевая игра обусловлена не врожденными инстинктами, она «социальна по своему происхождению». До определённого этапа развития человеческого общества ролевой игры просто не существовало, она возникает лишь на определенном этапе развития человеческого общества. Возникновение ролевой игры связано с тем, что место ребенка в системе общественных отношений изменилось. Содержание детских игр менялось по мере развития общества, так как детская игра непосредственно связана с трудовой деятельностью и господствующими типами отношений взрослых, а игрушка — это обобщённое и упрощённое воспроизведение орудий труда и деятельности общества, специально адаптированное для использования детьми.
На начальных ступенях развития общества дети принимали непосредственное участие в жизни и труде наравне и совместно со взрослыми, они не сильно отличались от взрослых и очень рано становились полностью самостоятельными. Это обусловлено простотой орудий и форм труда: их могли освоить даже самые маленькие дети. Раз дети были непосредственно включены в процесс труда и общественные отношения, не возникало необходимости воспроизводить их в отдельной деятельности, то есть не было необходимости в ролевой игре.
Однако формы и орудия труда постепенно усложнялись и становились всё менее доступными для детей. Чтобы дети могли овладевать сложными видами деятельности, для них создавались специальные уменьшенные орудия (например, маленький лук и стрелы), с которыми они могли упражняться. Хотя в этих упражнениях есть элементы игровой ситуации (условность, отождествление себя со взрослым), их нельзя ещё назвать собственно играми, а уменьшенные орудия — игрушками, так как содержательно эта деятельность не отличается от взрослых аналогов (с помощью маленького лука можно охотиться так же, как это делают взрослые).
Но общество продолжало развивать способы производства. Орудия труда становились настолько сложными, что их уменьшенные аналоги утрачивали свои первоначальные функции, оставаясь лишь внешне схожим с полноценным орудием и превращаясь в настоящую игрушку (например, игрушечное огнестрельное оружие). 
Далее игры и игрушки развивались в двух направлениях: создание игрушек для развития отдельных способностей, и появление символической игрушки, которые ребенок использует для воссоздания взрослых отношений в ролевой игре. Таким образом, в ходе общественно-исторического развития возникает ролевая игра как специальная деятельность, позволяющая детям воссоздать и освоить взрослые деятельности и отношения, в которых они пока не могут принять непосредственное участие в силу их сложности. Предметы и орудия в этих играх замещаются игрушками, а действия с ними условны. 
Таким образом, по мнению Эльконина, игра социальна по своей природе. Игра — воспроизведение другой, серьезной деятельности вне реальной утилитарной ситуации. В ролевой игре правила, нормы и отношения между людьми даны более развернуто и конкретно. Человеческая игра — это такая деятельность, в которой воссоздаются реальные отношения между людьми вне условий непосредственно утилитарной деятельности. При этом из неё выделяется социальная, собственно человеческая ее суть — её задачи и нормы отношений между людьми. Дети младших возрастов отстраняются от совместной со взрослыми деятельности. Увеличивается значение ролевой игры в жизни детей.

## Значение для психического развития

### Нет существенного значения

#### Г. Спенсер
Игра — лишь выход для избыточной энергии, не имеет существенного значения для развития.

#### Ф. Бойтендайк
Игра — лишь следствие специфических особенностей динамики детского организма.

### Необходима для дальнейшего развития

#### К. Гроос
Впервые игра как психологический феномен была рассмотрена К. Гроосом в XIX веке[1] в его «теории упражнения или самовоспитания». Так как врожденных способностей, которые даны ребенку (или детенышу животного) при рождении недостаточно для самостоятельной, независимой жизни, в течение детства ребёнок как раз и развивает необходимые приспособления. Это происходит благодаря наличию у него внутреннего побуждения, врождённого стремления к деятельности. Этот процесс Гроос и называет игрой. Таким образом, «детство нам дано, чтобы играть». [Гроос К. Душевная жизнь ребенка / Пер. с нем. — Киев, 1916]

#### Л. С. Выготский
С точки зрения отечественных психологов, а в частности Л. С. Выготского, игра является ведущей деятельностью в дошкольном возрасте. Центральным моментом в игре Выготский считает мнимую ситуацию, когда видимое поле расходится со смысловым. Ребёнок создает ситуацию, которой в реальности не существует, но которая необходима ему для удовлетворения его желания. Ребёнок действует независимо от того, что он видит. Это способствует освобождению от ситуационной связанности (когда окружающие ребенка предметы побуждают его к определённым действиям с ними), характерной для детей раннего возраста. Если ребёнок раннего возраста, увидев кубики, сразу начинает строить башенку, то дошкольник может превратить кубики в еду для куклы, в драгоценный камень или даже в ещё одного персонажа игры, в зависимости от того, что ему сейчас требуется.
Игра имеет важное значение в развитии. Во-первых, она является переходной формой к абстрактному мышлению, то есть оперированию нематериальными понятиями, значениями, оторванными от вещей. В игре «мысль отделяется от вещи», однако отделившейся мысли необходима точка опоры — другая, замещающая вещь (например, кубик замещает в игре еду). То же самое происходит и с действием: смысл действия отрывается от реального действия. Опорным пунктом в этом процессе является замещающее действие.
Во-вторых, в игре ребёнок научается следовать правилу, управлять своим поведением. По мнению Выготского, любая мнимая ситуация содержит в себе правило, например, ребёнок, выполняющий роль матери, соблюдает правила поведения матери. Игровыми можно назвать только те действия, которые соответствуют правилу, в данном примере, спросить у партнёра по игре разрешения пойти спать не будет игровым действием, потому что мамы обычно не спрашивают разрешения, они сами решают, когда им пойти спать. В игре выполнения правила вместо действия по непосредственному импульсу приносит максимальное удовольствие. Например, ребёнку неудобно прятаться в душном шкафу, играя в прятки, но выполнив правило, он может получить большое удовольствие, наблюдая, как галящий не замечает его, находясь с ним в одной комнате.
По словам Выготского, игра создаёт зону ближайшего развития ребенка. В игре ребенок может сделать больше, чем в реально жизни. Так, в реальной жизни дошкольник пока не может так легко действовать в смысловом поле в отрыве от реальных вещей и реальных действий, ему пока трудно подчиняться правилу, а в игре это возможно.

#### Д. Б. Эльконин
В современном мире в связи с усложнением форм и орудий труда непосредственное участие детей в трудовой деятельности взрослых невозможно. Однако необходимость приобщать детей к жизни и деятельности взрослых в обществе сохраняется. Игра позволяет ребёнку воспроизводить серьёзную деятельность в доступной для него форме, а, следовательно, помогает ребёнку начать ориентироваться во взрослой деятельности и отношениях.Эльконин Д. Б. Психология игры — М.:Гуманитарный издательский центр — 1999. Архивная копия от 27 ноября 2018 на Wayback Machine

## Структура
Структура изобразительной игры, её компоненты наиболее подробно описаны в теории Д. Б. Эльконина, поэтому здесь мы будем ориентироваться на предложенную им структуру.
- Роль — единица изобразительной игры, это центральный момент, все остальные стороны (игровые действия, в качестве чего будут выступать используемые в игре предметы) определяются ролью. Включает аффективно-мотивационную и операционально-техническую стороны. На то, какой сюжет ребёнок выберет для своей игры, влияет окружающая ребёнка социальная среда. Если для ребёнка откроются новый тип социальных отношений (например, продавец-покупатель, пассажиры-кассир-контролер и т. д), велика вероятность, что дети будут воссоздавать эти отношения в своих играх.

Роли присутствуют в ролевой и режиссёрской изобразительных играх. В ролевой игре роль принимает на себя сам играющий ребёнок, а в режиссёрской роли делегируются игрушкам.
- Сюжет — это та область действительности, которая воспроизводится детьми в игре" (игра в железную дорогу, магазин, почту, семью).
- Содержание — это то, что воспроизводится детьми в качестве центрального характерного момента деятельности и отношений между взрослыми в их трудовой и общественной жизни (отношения «взаимопомощи, разделения труда», или «властвования, враждебности» и т. д.).

Сюжет и содержание присутствуют во всех видах изобразительных игр, включая событийные игры.

## Виды
Различают следующие разновидности детских изобразительных игр:
- Ролевые игры (позиция ребёнка ролевая, он действует от имени принятой им роли, например, действует, как если бы он был продавцом). Ролевая игра бывает:
  1. Коллективная: в этом случае у ребёнка есть партнёры по игре, которые тоже принимают на себя какие-то роли. Взаимодействие участников игры происходит не только в реальном, но и в ролевом плане
  2. Через игрушку: у каждого из участников игры есть кукла, которой он делегирует свою роль, кукла становится представителем ребёнка. Партнёры по игре взаимодействуют опосредованно — через игрушку.
  3. Без партнёра: ребёнок взаимодействует с воображаемым партнёром
- Режиссёрские игры (режиссёрская позиция, ребёнок не принимает непосредственного участия в игре, он раздает роли игрушкам и управляет процессом игры, как режиссёр кукольного спектакля). Режиссёрская игра бывает:
  1. Индивидуальная: ребёнок играет один, без партнёра
  2. Совместная: напоминает ролевую игру через игрушку — есть минимум два партнёра, которые взаимодействуют друг с другом через игрушки. Но в случае совместной режиссёрской игры каждый ребёнок управляет не одной игрушкой, а несколькими.
- Событийные игры (позиция ребёнка реальная, он остаётся самим собой, но оказывается в другой ситуации, например, в волшебной стране). Событийная игра бывает:
  1. Процессуальная: изображаются не целостные роли, а лишь элементы отношений (например, девочка наказывает куклу за плохое поведение, как это обычно делает с ней ее мама, но она изображает не взаимодействие мамы и ребёнка в целом, а лишь ситуацию наказания)
  2. Событийная: (ребёнок не принимает на себя никакую роль, играет с позиции самого себя, но оказавшегося в новой ситуации: на острове, населенном аборигенами, на другой планете, в сказочном замке и т. д.)

## Современные тенденции
В последние годы многие педагоги и психологи отмечают, что традиционная изобразительная игра занимает всё меньше места в жизни современных детей по сравнению, например, со второй половиной XX века. В то же время психологическая зрелость дошкольников существенно снизилась по сравнению с данными тридцатилетней давности. Старшие дошкольники организуют в основном не в свернутые формы изобразительной игры, где воссоздаются в первую очередь человеческие отношения, а игры-действия. Игры, сущность которых — осуществление действий с предметами, характерны в большей степени для младших дошкольников, а сегодня в них играют и старшие. Также у современных дошкольников распространено воссоздание сюжетов фильмов, мультфильмов и книг.
Возможная причина таких изменений — появление новых игрушек, очень похожих на реальные объекты, а порой и воссоздающих их функции: маленькие детские кухни с настоящей плитой и раковиной, отличающиеся от настоящих только маленьким размером; куклы-младенцы, которые на самом деле плачут, испражняются, едят и т. д. То, что нельзя воплотить в игрушке, воссоздаётся с помощью компьютерной графики: компьютерные игры, красочные мультфильмы, фильмы со спецэффектами. Всё это лишает детей необходимости создавать мнимую ситуацию и развивать воображение — взрослые уже создали для него всё, что он только может вообразить, и даже больше. Если игровые предметы полностью соответствуют реальности, игра лишается своей главной особенности — мнимой ситуации, и перестаёт быть изобразительной игрой.
Такие изменения вызывают опасения у многих психологов и педагогов, поэтому некоторые из них предлагают искусственно создавать для детей такие условия, чтобы они вернулись к традиционным формам изобразительной игры. Однако есть и противоположная позиция. Например, А. Д. Андреева считает, что изменения в жизни детей отражают особенности современного информационного общества, и предлагает не возвращаться к старому, а искать новые источники развития детей, исходя из изменившихся условий жизни.